# Смирительная рубашка (аниме)
Strait Jacket (яп. ストレイト・ジャケット Суторэйто Дзякэтто, «Смирительная рубашка») — серия лайт-новел (ранобэ) авторства японского писателя Итиро Сакаки с иллюстрациями Ё Фудзисиро. Публикуется издательством Fujimi Shobo с августа 2000 года. По состоянию на 20 ноября 2009 года опубликовано 10 томов и продано более полумиллиона экземпляров романа. В сентябре 2010 года вышла заключительная книга серии.
В 2007 году студией Feel выпущена одноимённая аниме-адаптация романа в формате OVA.

## Сюжет романа
Действие «Straight Jacket» происходит в мире «альтернативной истории». Согласно сюжету романа, в 1899 году группой учёных был проведён некий эксперимент, который неопровержимо доказал реальность старинной соперницы материалистической науки — магии, а также то, что магию можно использовать в повседневной жизни. И это открытие изменило судьбу человечества самым причудливым образом.
Использование магии проникло во все сферы жизни человеческого общества и изменило ход социального и технологического развития. Технический прогресс находится в стадии затянувшегося века пара — основными средствами передвижения являются конные повозки, трамваи, паровые локомотивы и цеппелины, основные средства производства — заводы и фабрики, использующие оборудование на паровой тяге. Известны электричество и двигатель внутреннего сгорания, однако эти технологии находятся в начальной стадии своего развития — автомобили достаточно редки и напоминают аналогичные образцы 1920 — 30-х годов в нашем мире, техника, основанная на электричестве (не говоря уж об электронике), относительно слабо развита за ненадобностью.
Место действия романа — Тристан, огромный урбанизированный мегаполис, напоминающий одновременно викторианский Лондон, Сан-Франциско и Токио первой половины XX века. Город построен в готическом стиле с широким использованием стекла и элементов из чугуна (правда, его силуэт изрядно разбавлен огромным количеством труб паровых заводов).
Основой этого мира является магия. Её существование после серии публичных демонстраций, устроенных доктором Джорджем Греко, ни у кого не вызывает сомнений, однако применять её могут лишь ограниченное количество специально обученных магов. Причина тому проста — магия смертельно опасна и при неправильном или слишком частом использовании легко убивает как самого мага, так и тех, кто его окружает. Маги, злоупотребляющие своей силой, постоянно находятся под угрозой так называемого «Проклятия» — трансформации в «демонов», смертельно опасных и чрезвычайно живучих монстров, которые уничтожают всё на своём пути.
Лицензия на занятие этой профессией выдаётся в Тристане Административным бюро магии, которое ведёт все исследования в этой области, контролирует безопасность использования магии и следит за всеми бывшими и действующими магами.
Для безопасного использования магии учёными разработаны «молды» (от англ. mold аrmor, «формирующаяся броня») — костюмы, созданные на основе синтеза магии и паровых технологий, напоминающие доспехи средневековых рыцарей и до определённого предела защищающие мага от негативных побочных эффектов и трансформации. Помимо гражданских вариантов существуют боевые молды, предназначенные для магов-тактиков, работающих на Бюро — специалистов по борьбе с нелегальными магами-преступниками и теми, кто уже трансформировался в демонов. Боевые молды снабжены магическим оружием, обладающим огромной разрушительной силой, зависящей от таланта мага-тактика. В народе, далёком от магии, молды, а также магов-тактиков, которые их носят, называют «смирительными рубашками»: маги-тактики — единственные, кто могут бороться с демонами, а их молды — единственное, что мешает превратиться в демонов им самим.
Несмотря на наличие молдов и магов-тактиков, Бюро явно теряет контроль над ситуацией в городе — террористическая организация «Оттоман», преследующая непонятные цели, организует серию диверсий с целью повреждения гражданских молдов — в результате маги, использующие свои молды в медицине, промышленности, даже в сельском хозяйстве, один за другим трансформируются в демонов и убивают всех, кто попадается им под руку. Инциденты множатся как снежный ком, и в конце концов наступает момент, когда у Бюро просто не остаётся свободных магов-тактиков, которых можно отправить для устранения очередного демона.

## Сюжет OVA
Я тот, кто бросил вызов всем законам мироздания. Я — желание разрушения, претворённое в жизнь!Рэйотт Штейнберг
Действие сериала начинается в тот момент, когда из-за дефекта молда хирург одного из госпиталей Тристана прямо во время операции трансформируется в демона. Все до единого маги-тактики находятся на вызовах или недоступны, специальный «антидемонический» отряд «Черный пёс» прибудет самое раннее через час, а в госпитале каждую минуту гибнут врачи и пациенты, беспомощные перед демоном. В результате, чтобы спасти людей, младший инспектор Бюро Нерин Симмонс решается на должностное преступление — она нанимает для устранения демона Рэйотта Штейнберга, мага без лицензии, обладателя боевого молда и скверной репутации, который по чистой случайности мирно дремал в своём грузовике неподалёку. После непродолжительных, но очень эмоциональных переговоров заинтересованные стороны ударяют по рукам — не выспавшийся и злой Штейнберг уничтожает демона, разнеся при этом половину госпиталя, а также умудрившись повредить соседние здания; Бюро, чтобы избежать в дальнейшем инцидентов с нехваткой магов-тактиков, решает привлечь его к работе в качестве независимого специалиста, выдав временную лицензию, а Нерин Симмонс назначают куратором строптивого, грубого и крайне недисциплинированного мага.

## Персонажи

Главные персонажи (передний план, слева направо): Рэйотт Штейнберг, Капэльтэйта Фернандес, Нерин Симмонс. Второстепенные персонажи (задний план, слева направо): Рэйчел Хаммонд, Айзек Хаммонд, Джек Роланд, Брайан Модерато, Филлисис Муг. Задний план, центр: д-р Томпсон после трансформации в демона

- Рэйотт Штейнберг (яп. レイオット・スタインバーグ Рэйотто Стайнбагу) — маг-тактик без лицензии, занимающийся этим ремеслом на свой страх и риск. Чем он промышлял до встречи с Нерин Симмонс — неизвестно, хотя некоторые факты указывают, что он некогда был вполне легальным магом. Его стиль работы с демонами наводит ужас на окружающих, а порой и на видавших виды магов-тактиков — Рэйотт атакует, совершенно не заботясь о своей безопасности, не моргнув глазом использует запрещенные заклинания вроде Акселератора (усилителя магического оружия молда), которые явно не идут на пользу его здоровью — одним словом, ведёт себя так, словно хочет погибнуть в бою. Филлисис Муг в разговоре с Нерин Симмонс предполагает, что Штейнберга мучают какие-то события из прошлого, из-за которых он считает себя грешником, которому место только в аду.

Сэйю: Синъитиро Мики
- Нерин / Нелин Симмонс (яп. ネリン・シモンズ) — младший инспектор Бюро магии, невероятно жизнерадостный и незлобивый человек, что выводит из себя Штейнберга. Носит большие очки, везде таскает с собой крупнокалиберный пистолет без патронов, утверждая, что он придаёт ей уверенности.

Сэйю: Ай Маэда
- Капэльтэйта Фернандес (яп. カペルテータ・フェルナンデス Каперутэта Ферунандесу) — из-за врождённой магической мутации (она была рождена от матери-человека и отца-демона) у Капэльтэйты ярко красные волосы и две пары глаз того же цвета. В результате несчастного случая Штейнберг убил её мать и после этого взял на себя заботу о девочке. Капэльтэйта является его помощником — ведёт хозяйство в его доме, расписывает его тело магическими знаками перед облачением в молд, а также управляет паровой машинерией в кунге грузовика Штейнберга — там находятся устройства, которые создают элементы молда прямо на теле мага-тактика. Постоянно следует за Штейнбергом, куда бы он не пошёл, даже когда он спит, она сидит возле его кровати. Когда Рэйотт сражается, всегда находится где-нибудь неподалёку, чтобы увидеть смерть демона. Филлисис Муг утверждает, что Капэльтэйта не прочь увидеть смерть самого Штейнберга.

Сэйю: Кэй Синдо
- Айзек Хаммонд (яп. アイザック・ハモンド) — маг-тактик, работающий в подразделении «Чёрный пёс». Ненавидит Штейнберга, так как считает, что тот убил человека, другого мага-тактика, который когда-то спас от нападения демона самого Айзека и его сестру Рэйчел.

Сэйю: Акира Сасанума
- Рэйчел Хаммонд (яп. レイチェル・ハモンド) — младшая сестра Айзека, живёт вместе с ним. Благодаря брату окончила университет однако работает в магазине, в одном из торговых кварталов Тристана.

Сэйю: Асами Имаи
Айзек и Рэйчел Хаммонд — персонажи, придуманные Итиро Сакаки специально для OVA, на момент выхода сериала в ранобэ отсутствуют.
- Филлисис Муг (яп. フィリシス・ムーグ  Фирисиссу Мугу) — маг-тактик, по всей видимости отошедшая от дел. Хорошо знакома с Штейнбергом и Капэльтэйтой. Одна из основных персонажей ранобе, в OVA появляется эпизодически.

Сэйю: Маюми Асано
- Джек Роланд (яп. ジャック・ローランド) — инженер-наладчик молдов, талантливый изобретатель в этой области. Занимается ремонтом молда Штейнберга. Один из основных персонажей ранобе, в OVA появляется эпизодически.

Сэйю: Тацуя Кобаси
- Брайан Мено Модерато (яп.  ブライアン・メノ・モデラート) — инспектор а затем и один из руководителей полиции Тристана. В OVA появляется эпизодически.

Сэйю: Кодзи Исии

## Опубликованные тома
- Человеческая форма. Молд (ニンゲンのカタチ 〜 THE MOLD 〜) ISBN 4-8291-2986-7 (август 2000 г.)
- Присоединение (ツミビトのキオク 〜 THE ATTACHMENT 〜) ISBN 4-8291-2986-7 (апрель 2001 г.)
- Сожаление. Часть первая (オモイデのスミカ 〜 THE REGRET / FIRST HALF 〜) ISBN 4-8291-1407-X (январь 2002 г.)
- Сожаление. Часть вторая (オモイデのカナタ 〜 THE REGRET / SECOND HALF 〜) ISBN 4-8291-1427-4 (апрель 2002 г.)
- Грань (ヨワムシのヤイバ 〜 THE EDGE 〜) ISBN 4-8291-1491-6 (январь 2003 г.)
- Мираж (ラクエンのサダメ 〜 THE MIRAGE 〜) ISBN 4-8291-1595-5 (март 2004 г.)
- Жертвоприношение. Часть первая (イケニエのヒツジ 〜 THE SACRIFICE 1st. HALF 〜) ISBN 4-8291-1797-4 (март 2006 г.)
- Жертвоприношение. Часть вторая (イケニエのロンリ 〜 THE SACRIFICE 2nd. HALF 〜) ISBN 4-8291-1814-8 (20 апреля 2006 г.)
- Демон (セキガンのアクマ 〜 THE FIEND 〜) ISBN 4-8291-3346-5 (20 апреля 2008 г.)
- Похоронный колокол. Часть первая (ニンゲンのオワリ 〜 THE DEATH BELL 1st.HALF 〜) ISBN 4-8291-3460-7 (20 ноября 2009 г.)
- Похоронный колокол. Часть вторая (ニンゲンのアシタ 〜 THE DEATH BELL 2st.HALF 〜) ISBN 978-4-8291-3565-5 (18 сентября 2010 г.)

Короткие рассказы из цикла «Strait Jacket»:
- Связь (トモガラのエン 〜 THE RELATION 〜) ISBN 4-8291-1668-4 (18 ноября 2004 г.)
- Отчаяние (ゼツボウのヒト 〜 THE DESPAIR 〜) ISBN 4-8291-1937-3 (июнь 2007 г.)
- Гений (テンリンのサガ 〜 THE GENIUS 〜) ISBN 4-8291-3412-7 (20 июня 2009 г.)

## Саундтреки
Завершающая композиция аниме:

Kyo, Sita — Le Chemin (на фр. языке)